# Großburgk
Großburgk ist eine Gemarkung im Stadtteil Burgk der sächsischen Großen Kreisstadt Freital im Landkreis Sächsische Schweiz-Osterzgebirge.

## Geographie
Großburgk liegt im Osten des Freitaler Stadtgebietes. Im Westen grenzt Neudöhlen an, im Süden der Windberg und Kleinburgk. Im Norden befinden sich Potschappel, Zschiedge, Birkigt und Gittersee. Im Osten schließen sich Cunnersdorf und Kleinnaundorf an. Ein Teil der Trasse der Windbergbahn verläuft über das Gebiet von Groß- und Kleinburgk.

## Geschichte
Der Ort Großburgk wurde 1168 erstmals urkundlich erwähnt. 1378 lag die Verwaltungszugehörigkeit beim Castrum Dresden, ab 1590 beim Amt Dresden. 1551 übte das Rittergut Burgk die Grundherrschaft aus. Von 1856 bis 1875 gehörte Großburgk zum Gerichtsamt Döhlen, später zur Amtshauptmannschaft Dresden. 1912 vereinigte sich Großburgk mit Kleinburgk zur neuen Gemeinde Burgk. Nachdem 1915 noch Zschiedge hinzukam wurde es 1924 ein Stadtteil der 1921 gegründeten Stadt Freital. Großburgk wurde kein eigener Stadtteil der neuen Stadt, es blieb Burgk zugeordnet und existiert nur noch als Gemarkung.

### Entwicklung der Einwohnerzahl
| Jahr | Einwohner                    |
| ---- | ---------------------------- |
| 1764 | 2 besessene Mann, 38 Gärtner |
| 1834 | 841                          |
| 1871 | 1351                         |
| 1890 | 1542                         |
| 1910 | 2000                         |